# Liv Tyler
Liv Rundgren Tyler (născută Liv Rundgren; pe 1 iulie 1977) este o actriță americană, fiica solistului formației Aerosmith, Steven Tyler și fostului fotomodel Bebe Buell. Primul său rol a fost în 1994, în Silent Fall, Liv debutând în showbiz în 1991, printr-un contract cu firma Polarid.

## Viața
O dată cu primul concert Aerosmith, solistul Steven Tyler a invitat-o și pe Bebe Buell, urmând ca la întoarcere aceasta să își dea seama că este însărcinată. Datorită dependenței de droguri a lui Steven Tyler și a formației, ea a negat că Steven este tatăl,punându-l pe Todd Rundgren ca tata biologic.
Când Liv avea 11 ani, Steven Tyler alături de chitaristul formației Aerosmith Joe Perry au venit la un concert al lui Todd, Bebe luând decizia de a-i face cunoștință lui Liv cu tatăl ei, însă fără a-i spune adevărul. Fotomodelul Buell a afirmat într-un interviu că pe drumul spre casă, fiind doar ele două "Liv nu se putea abține de la a vorbi despre Steven. "De asemenea a afirmat că în ziua următoare tânăra scrie în jurnal că s-a simțit ca și cum el i-ar fi fost adevăratul tată.
Problemele legate de părintele biologic al lui Liv au rămas ascunse până în 1991,când aceasta și-a schimbat numele din Rundgren în Tyler, urmând ca tatăl și fiica să devine foarte apropiați.Au urmat mai apoi și colaborări,precum interpretarea lui Liv în videoclipul piesei "Crazy" sau crearea piesei "I don't wanna miss a thing" pentru filmul "Armaggedon",în care a jucat Liv.
Fiind întrebată cum și-a petrecut tinerețea,actrița a răspuns:„Pentru mine, nu prea am avut o copilărie de tânără, deoarece lucram încă de la 14 ani ca fotomodel. Asta însă m-a și ținut în afara problemelor. În timp ce toți se distrau și petreceau ca nebunii, eu lucram la un film în Tuscany...aveam desigur propria mea distracție. Nu regret nimic. Îmi place felul în care viața mea a mers.”

## Filmografie
| An    | Film                                              | Rol                 | Note |
| ----- | ------------------------------------------------- | ------------------- | --- |
| 1994  | Silent Fall                                       | Sylvie Warden       | |
| 1995  | Heavy                                             | Callie              | |
| 1995  | Empire Records                                    | Corey Mason         | |
| 1996  | Stealing Beauty                                   | Lucy Harmon         | Nominalizare – Young Star Award for Best Performance by a Young Actress in a Drama Film |
| 1996  | That Thing You Do!                                | Faye Dolan          | |
| 1997  | Inventing the Abbotts                             | Pamela Abbott       | |
| 1997  | U Turn                                            | Girl in Bus Station | Cameo |
| 1998  | Armageddon                                        | Grace Stamper       | Nominalizare – MTV Movie Award for Best Female Performance Nominalizare – MTV Movie Award for Best On-Screen Duo Shared with Ben Affleck Nominalizare – Blockbuster Entertainment Award for Favorite Actress -Science Fiction           |
| 1999  | Plunkett & Macleane                               | Lady Rebecca Gibson | |
| 1999  | Cookie's Fortune                                  | Emma Duvall         | |
| 1999  | Onegin                                            | Tatyana Larina      | Russian Guild of Film Critics Award for Best Foreign Actress |
| 2000  | Dr. T & the Women                                 | Marilyn             | |
| 2001  | One Night at McCool's                             | Jewel               | |
| 2001  | The Lord of the Rings: The Fellowship of the Ring | Arwen Undómiel      | Phoenix Film Critics Society Award for Best Cast Nominalizare – Screen Actors Guild Award for Outstanding Performance by a Cast |
| 2002  | The Lord of the Rings: The Two Towers             | Arwen Undómiel      | Online Film Critics Society Award for Best Ensemble Phoenix Film Critics Society Award for Best Cast Nominalizare – Screen Actors Guild Award for Outstanding Performance by a Cast                                                     |
| 2003  | The Lord of the Rings: The Return of the King     | Arwen Undómiel      | Screen Actors Guild Award for Outstanding Performance by a Cast Broadcast Film Critics Association Award for Best Cast National Board of Review Award for Best Cast Nominalizare – Phoenix Film Critics Society Award for Best Ensemble |
| 2004  | Jersey Girl                                       | Maya                | |
| 2005  | Lonesome Jim                                      | Anika               | |
| 2007  | Reign Over Me                                     | Dr. Angela Oakhurst | |
| 2008  | The Strangers                                     | Kristen McKay       | Scream Awards for Best Horror Actress Nominalizare – Teen Choice Award for Choice Movie Actress: Horror/Thriller |
| 2008  | The Incredible Hulk                               | Betty Ross          | |
| 2008  | Smother                                           | Clare Cooper        | |
| 2010  | Super                                             | Sarah               | |
| 2011  | The Ledge                                         | Shana               | |
| 2012  | Robot & Frank                                     | Madison             | |
| 2014  | Space Station 76                                  | Jessica Marlowe     | |
| 2014  | Jamie Marks Is Dead                               | Linda               | |
| 2014- | The Leftovers                                     | Meg Abbott          | Rolul principal |

## Discografie

### Single-uri
- 2012: "Need You Tonight" (Music Of Very Irresistible Givenchy Electric Rose) INXS cover